# 阮文成
阮文成（越南语：／；1872年—？年），越南阮朝官員。

## 生平
阮文成是南定省義興府大安縣識務社（今屬南定省懿安縣安強社識務村）人，嗣德二十五年（1872年）出生。成泰十八年（1906年），阮文成參加河南場鄉試，考中舉人。次年（1907年），庭試考中副榜。後任應和教授。